# Wandelen
Wandelen är en bergstopp i Schweiz.   Den ligger i kantonen Obwalden, i den centrala delen av landet, 60 km öster om huvudstaden Bern. Toppen på Wandelen är 2 105 meter över havet, eller 148 meter över den omgivande terrängen. Bredden vid basen är 1,2 km.
Terrängen runt Wandelen är huvudsakligen bergig, men norrut är den kuperad. Närmaste större samhälle är Sachseln, 5,0 km norr om Wandelen. 
Trakten runt Wandelen består i huvudsak av gräsmarker. Runt Wandelen är det glesbefolkat, med 17 invånare per kvadratkilometer.